# آب‌انبار سعید
آب‌انبار سعید مربوط به دوره افشار است و در اردکان، محله دروازه سیف واقع شده و این اثر در تاریخ ۱۸ اسفند ۱۳۸۷ با شمارهٔ ثبت ۲۵۳۶۱ به‌عنوان یکی از آثار ملی ایران به ثبت رسیده‌است.